# ذي النعام (الملاجم)

تعديل مصدري - تعديل

ذي النعام هي إحدى قرى عزلة ال غشام الملاجم بمديرية الملاجم التابعة لمحافظة البيضاء، بلغ تعداد سكانها 382 نسمة حسب تعداد اليمن لعام 2004.